# 지승현 (방송인)
지승현(1975년 2월 2일~ )은 대한민국의 방송인이다.
2014년 6월부터 YTN 사이언스 《수다학》의 방송 진행을 맡고 있다.

## 경력
- 아리랑TV 아나운서
- 2000년: KBS 제28기 공채 아나운서
- 2008년: 프리랜서 선언

## 방송 진행

### 텔레비전 프로그램
- 2001년: KBS 1TV 《월드컵 풍물기행》
- 2001년: KBS 2TV 《세상의 아침》(2001.04.30~2001.11.03)
- 2001년: KBS 2TV 《어린이 뉴스탐험 505》(2001.07.20~2001.11.02)
- 2001년: KBS 2TV 《어린이 뉴스탐험》(2001.11.09~2003.06.20)
- 2001년: KBS 2TV 《생방송 세상의 아침》(2001.11.5~2003.6.21)
- 2002년: KBS 2TV 《도전! 주부가요스타》(2002.11.2~2003.6.21)
- 2002년~2003년: KBS 라이프 《N세대 특강》
- 2002년: KBS 라이프 《퀴즈 동서남북》(2002.11.22~2003.11.14)
- 2003년: KBS 2TV 《KBS 뉴스(2TV)》(2003~2004)
- 2003년~2004년: KBS 2TV 《KBS 뉴스 8》(2003.9.22~2004.4.28)
- 2004년~2005년: KBS 2TV 《KBS 8 뉴스타임》(2004.5.3~2005.4.29)
- 2005년: KBS 1TV 《바른말 고운말》(2005)
- 2005년, 2007년: KBS 1TV 《TV비평 시청자 데스크》(2005 , 2007)
- 2007년: KBS 1TV 《KBS 뉴스 9》(2007.3.10~2008.1.27)
- 2008년: EBS 1TV 《생방송 60분 부모》(2008.4.6~2011.2.25)
- 2008년: MBN 《헬로 닥터》(2008.6.18~2009.6.8)
- 2013년: JTBC 《웃어라 대한민국》(2013.1.1~2013.8.30)
- 2014년~ : YTN 사이언스 《수다학》(2014.6~ )
- 2015년: MBN 《아궁이》(2015.11.27~2016.7.1)
- 2016년: EBS 1TV 《라이브 토크 부모》(2016.2.29~2017.2.24, with 이지애)
- 2017년: TV조선 《TV조선 뉴스퍼레이드》

### 라디오 프로그램
- 2002년: KBS 제1FM 《당신의 밤과 음악》
- 2004년: KBS 제1라디오 《일요중계석》
- 2006년: KBS 제1라디오 《김방희, 지승현의 시사 플러스》
- 2007년: KBS 제3라디오 《지승현의 음악편지》

### 특집 라디오 프로그램
- 《EBS 책 읽는 라디오 낭독 시리즈》(EBS FM, 2014년)

## 텔레비전 방송 출연
- 2002년 7월 7일: KBS 2TV 《TV는 사랑을 싣고》 - 408회 지승현의 그리운 목소리 실어증에 걸려 교단을 떠났던 초등학교 3학년시절 정규환 담임선생님을 찾습니다.

## 수상
- 2010년: 대한민국 영상대전 포토제닉상 MC 부문
- 2011년: 제39회 한국방송대상 TV진행자상